# Khakista
Khakista é um clado de organismos heterocontes, geralmente considerado ao nível taxonómico de subfilo, que agrupa uma linhagem de Ochrophyta que inclui os agrupamentos taxonómicos conhecidos por diatomáceas e as Bolidophyceae.

## Descrição
O subfilo Khakista agrupa o importante clado das Bacillariophyceae (diatomáceas) e das Bolidophyceae, estas últimas carecendo da frústula silícea característica das primeiras. São algas unicelulares ou coloniais que vivem em águas doces, águas marinhas e no solo, constituindo uma parte importante do plâncton e do perifíton. Este agrupamento taxonómico é caracterizado pela redução do aparelho flagelar e pela presença de clorofila c3.